# Amos Mariani
Pour les articles homonymes, voir Mariani.
Amos Mariani (né le 30 mars 1931 à Montecatini Terme en Toscane et mort le 20 février 2007 dans la même ville) est un footballeur international et entraîneur italien.

## Biographie

### Joueur
Il participe aux Jeux olympiques de 1952, à Helsinki. Il est titulaire contre les États-Unis (première sélection), inscrivant un but, et contre la Hongrie. Bien que titulaire, il est battu par la Hongrie. L'Italie est éliminée au premier tour.
Il joue dans différents clubs italiens : Empoli FC, Juventus (pour qui il joue son seul et unique match le 16 octobre 1949 lors d'un nul 2-2 contre l'Atalanta en Serie A), Atalanta Bergame, AC Udinese, AC Fiorentina, AC Milan (avec qui il dispute son premier match le 18 septembre 1955 lors d'une défaite 4-3 contre l'Atalanta), AC Padoue, Lazio Rome et AC Naples. Il remporte deux Scudetti, une coupe d'Italie et une coupe Latine.
En tant qu'attaquant, il est international italien à quatre reprises (1952-1959) pour deux buts.

### Entraîneur
Surnommé Pallino, il est entraîneur de plusieurs clubs, ne remportant aucun titre.

## Clubs
| - 1947-1949 : Empoli FC - 1949-1950 : Juventus FC - 1950-1951 : Atalanta Bergame - 1951-1952 : AC Udinese - 1952-1955 : AC Fiorentina - 1955-1958 : AC Milan - 1958-1959 : AC Padoue - 1959-1961 : Lazio Rome - 1961-1963 : AC Naples - 1963-1965 : AC Padoue |  | - 1970-1971 : Pro Vasto - 1977-1978 : Ethnikós Le Pirée - 1979-1980 : AS Montecatini |

## Palmarès
| Juventus FC - Championnat d'Italie (1) : - Champion : 1949-50. |  | AC Milan - Championnat d'Italie (1) : - Champion : 1956-57. - Vice-champion : 1955-56. - Coupe Latine (1) : - Vainqueur : 1956. - Coupe d'Europe (1) : - Vainqueur : 1957-58. |  | Lazio Rome - Coupe d'Italie : - Finaliste : 1960-61. |  | AC Naples - Coupe d'Italie (1) : - Vainqueur : 1961-62. - Serie B : - Vice-champion : 1961-62. |